# Kyrkesjön (Västra Tunhems socken, Västergötland)
Kyrkesjön är en sjö i Vänersborgs kommun i Västergötland och ingår i Göta älvs huvudavrinningsområde.